# 茄苳溪 (桃園市東)
茄苳溪位於臺灣桃園市，是南崁溪水系支流河流，流經八德區、桃園區及蘆竹區，在蘆竹區南崁地區附近匯入南崁溪，屬於桃園市市管河川。

## 說明
流向由南至北，全長15.1多公里，發源自龍潭區十一份附近，有宵裡分渠、廣興溪、皮寮溪等支流，由南至北流經大溪番仔厝、員樹林、南興庄、廣福、營盤、八德霄裡連城、竹巷、溪尾、茄苳（三界廟）、大湳淨水場（過桃園大圳）、高城等地區。
在武陵高中附近進入桃園區並越過縱貫鐵路、國道二號、台一線後沿著國道二號向北，後流經國道二號南桃園交流道、中山高速公路桃園系統後持續向北進入蘆竹區，經西埔子、浮見、下河底，於蘆竹街和蘆興街路口附近匯入南崁溪。

## 污染
茄苳溪因近年來北桃園地區工商發展，水汙染嚴重，工廠傾倒廢水而導致溪水變色。
2015年，蘆竹區一處工地私接軟管，將廢水道路側溝，染黃茄苳溪，遭桃市環保局採證告發。
2015年5月，八德區一處電鍍工廠，因廢水處理設施馬達故障，逕行將汙水排放，環保局罰鍰新台幣32萬元，並限期於3天內修復管線。
2016年3月，環保局依民眾陳情及社群平台資訊，查緝10k+100處汙染，發現是營建工程廢水，當場告發、要求處理溝渠內黃泥和妥善處理廢水，並限期3日內改善。
2016年1月，民眾陳情有永豐南路一帶有泡沫，環保局到場稽查，研判是攔河堰高低落差導致，並非汙染產生。
2020年5月24日，桃園市八德區永安橋涵管遭排放廢水，環保局到場並往上游追查，發現是建案工程所致，業者將廢水抽取至沉澱槽，但未有效沉澱即排放，於是告發並限期改善。

## 文化
桃園市私立新興高級中學將茄苳溪編入校歌中。